# Hermsdorf (Hohe Börde)
Hermsdorf (Hohe Börde) este o localitate din comuna Hohe Börde, districtul Börde, landul Saxonia-Anhalt, Germania.